# 彼得里夫卡 (伊久姆區)
48°52′6″N 36°52′33″E / 48.86833°N 36.87583°E
彼得里夫卡（烏克蘭語：Петрівка）是位於烏克蘭東部的村莊，由哈爾科夫州伊久姆區巴爾溫科韋市鎮負責管轄。該村始建於1923年，面積0.31平方公里，海拔高度178米，2001年人口102，人口密度每平方公里329人。